# Andrew Scott
Andrew Scott (* 21. října 1976, Dublin, Irsko) je irský herec. Proslavil se díky ztvárnění Jima Moriartyho v seriálu Sherlock (2010–2017), za nějž získal cenu BAFTA za nejlepšího televizního herce ve vedlejší roli. Za svou roli kněze ve druhé řadě seriálu Potvora (2019) získal Critics' Choice Television Award za nejlepšího herce ve vedlejší roli v komediálním seriálu. Je také známý za své role ve filmech Pride (2014), Spectre (2015) a 1917 (2019).
Další uznání získal díky hlavní roli Garryho Essendina ve hře Present Laughter v divadle Old Vic z roku 2019, za niž získal Cena Laurence Oliviera a nejlepšího herce v divadelní hře. Získal také mnoho dalších ocenění, včetně Ceny Laurence Oliviera za vynikající úspěch ve spojeném divadle za roli ve hře A Girl in a Car with a Man v divadle Royal Court Theatre.

## Životopis
Narodil se v Dublinu do rodiny Nory a Jima Scottových. Jeho otec pracoval na úřadu práce a jeho matka učila výtvarnou výchovu na střední škole. Má dvě sestry, Hannah a Sarah.
Během dospívání navštěvoval vysokou školu Gonzaga College na druhé straně Dublinu. V této době získal první role v divadle a objevil se ve dvou reklamách pro irskou televizi. Ve věku pouhých sedmnácti let byl vybrán do hlavní role v jeho prvním snímku, s názvem Korea.
15. listopadu 2013 provedl v rozhovoru pro britský Independent svůj veřejný coming out a přihlásil se tak k homosexuální orientaci.

## Filmografie

### Film
| Rok  | Název                                    | Role                      | Poznámky            |
| ---- | ---------------------------------------- | ------------------------- | ------------------- |
| 1995 | Korea                                    | Eamonn Doyle              |                     |
| 1997 | Ropná dieta                              | Paul                      |                     |
| 1998 | Zachraňte vojína Ryana                   | Voják na pláži            |                     |
| 1998 | The Tale of Sweety Barrett               | Danny                     |                     |
| 2000 | Nora                                     | Michael Bodkin            |                     |
| 2001 | I Was the Cigarette Girl                 | Tim                       | krátkometrážní film |
| 2003 | Mrtvá těla                               | Tommy McGann              |                     |
| 2009 | Anton Chekhov's The Duel                 | Laevsky                   |                     |
| 2010 | Chasing Cotards                          | Hart Elliot-Hinwood       | krátkometrážní film |
| 2010 | Silent Things                            | Jake                      | krátkometrážní film |
| 2012 | Sea Wall                                 | Alex                      | krátkometrážní film |
| 2013 | The Stag                                 | Davin                     |                     |
| 2013 | Legacy                                   | Viktor Koslov             |                     |
| 2014 | Noční jízda                              | Donal                     |                     |
| 2014 | Pride                                    | Gethin Roberts            |                     |
| 2014 | Jimmyho tančírna                         | otec Seamus               |                     |
| 2015 | Spectre                                  | C (Max Denbigh)           |                     |
| 2015 | Viktor Frankenstein                      | inspektor Roderick Turpin |                     |
| 2016 | V kruhu koruny II: Jindřich VI. (2. díl) | král Louis                |                     |
| 2016 | Alenka v říši divů: Za zrcadlem          | Addison Bennett           |                     |
| 2016 | Vlaštovky a Amazonky                     | Lazlow                    |                     |
| 2016 | Popírání holocaustu                      | Anthony Julius            |                     |
| 2016 | This Beautiful Fantastic                 | Vernon Kelly              |                     |
| 2017 | Pokušitel                                | Dan Sherry                |                     |
| 2017 | Doba nevěrná                             | Chris                     |                     |
| 2017 | The Hope Rooms                           | Sean                      | krátkometrážní film |
| 2018 | Země oceli                               | Donald Devlin             |                     |
| 2019 | Cognition                                | Elias                     | krátkometrážní film |
| 2019 | 1917                                     | poručník Leslie           |                     |
| 2022 | Catherine Called Birdy                   | Lord Rollo                |                     |
| 2023 | All of Us Strangers                      | Adam                      |                     |

### Televize
| Rok           | Název                                   | Role                          | Poznámky                    |
| ------------- | --------------------------------------- | ----------------------------- | --------------------------- |
| 1998          | Miracle at Midnight                     | Michael Grunbaum              | TV film                     |
| 1998          | The American                            | Valentin de Bellegarde        | TV film                     |
| 2000          | Zeměpisná délka                         | John Campbell                 | TV film                     |
| 2001          | Bratrstvo neohrožených                  | Vojín John „Cowboy“ Hall      | díl: „Den všech dnů“        |
| 2003          | Zabít Hitlera                           | střelec                       | TV dokument                 |
| 2004          | My Life in Film                         | Jones                         | 6 dílů                      |
| 2005          | The Quatermass Experiment               | Vernon                        | TV film                     |
| 2007          | Nuclear Secrets                         | Andrei Sakarov                | minisérie, díl: „Superbomb“ |
| 2008          | John Adams                              | William Smith                 | 4 díly                      |
| 2008          | Malá nepatrná lež                       | Barry                         | TV film                     |
| 2010          | Foylova válka                           | James Devereux                | díl: „The Hide“             |
| 2010          | Lennon Naked                            | Paul McCartney                | TV film                     |
| 2010–2017     | Sherlock                                | Jim Moriarty                  | 8 dílů                      |
| 2010          | Garrowův zákon                          | Captain Jones                 | díl: „Episode #2.2“         |
| 2012          | Blackout                                | Dalien Bevan                  | minisérie, 3 díly           |
| 2012          | The Town                                | Mark Nicholas                 | 3 díly                      |
| 2012          | The Scapegoat                           | Paul                          | TV film                     |
| 2013          | Dates                                   | Christina                     | díl: „Jenny and Christian“  |
| 2016          | Earth's Seasonal Secrets                | Vypravěč                      | dokumentární seriál, 4 díly |
| 2016          | The Hollow Crown: The Wars of the Roses | Král Ludvík                   | díl: „Henry VI, Part 2“     |
| 2017          | Qacks                                   | Charles Dickens               | díl: „The Lady's Abscess“   |
| 2017–2018     | Velká šestka                            | Obake (hlas)                  | 11 dílů                     |
| 2018          | Král Lear                               | Edgar                         | TV film                     |
| 2019          | Černé zrcadlo                           | Christopher Michael Gillhaney | díl: „Smithereens“          |
| 2019          | Potvora                                 | kněz                          | 6 dílů                      |
| 2019          | Moderní láska                           | Tobin                         | díl: „Žije ve světě sama“   |
| 2019–dosud    | Jeho temné esence                       | plukovník John Parry / Jopari | 6 dílů                      |
| 2021          | The Persuit of Love                     | Lord Merlin                   | 3 díly                      |
| 2021          | Oslo                                    | Terje Rød-Larsen              | TV film                     |
| bude oznámeno | Ripley                                  | Tom Ripley                    | 8 dílů                      |

### Divadlo
| Inscenace                             | Postava             | Režisér            | Divadlo                                 | Ocenění                                                          |
| ------------------------------------- | ------------------- | ------------------ | --------------------------------------- | ---------------------------------------------------------------- |
| Brighton Beach Memoirs                | Stan                | Rita Tieghe        | Andrew's Lane, Dublin                   |                                                                  |
| Six Characters in Search of an Author | The Son             | John Crowley       | Abbey Theatre                           |                                                                  |
| Figarova svatba                       | Cherubim            | Brian Brady        | Abbey Theatre                           |                                                                  |
| A Woman of No Importance              | Gerald Arbuthnot    | Ben Barnes         | Abbey Theatre                           |                                                                  |
| Lonesome West                         | Welsh               | Garry Hynes        | Druid Theatre Company                   |                                                                  |
| Long Day's Journey into Night         | Edmund              | Karel Reisz        | The Gate, Dublin                        |                                                                  |
| Dublin Carol                          | Mark                | Ian Rickson        | Old Vic/Royal Court                     |                                                                  |
| The Secret Fall of Constance Wilde    | Lord Alfred Douglas | Patrick Mason      | Abbey Theatre/Barbican, RSC             |                                                                  |
| The Coming World                      | Ed/Ty               | Mark Brickman      | Soho Theatre                            |                                                                  |
| Crave                                 | B                   | Vicky Featherstone | Royal Court                             |                                                                  |
| Original Sin                          | Angel               | Peter Gill         | Sheffield Crucible                      |                                                                  |
| Playing the Victim                    | Valya               | Richard Wilson     | Told by an Idiot                        |                                                                  |
| The Cavalcaders                       | Rory                | Robin Lefevre      | Tricycle Theatre                        |                                                                  |
| A Girl in a Car with a Man            | Alex                | Joe Hill-Gibbins   | Royal Court                             | Cena Laurence Oliviera pro vynikající úspěch ve spojeném divadle |
| Aristocrats                           | Casimir             | Tom Cairns         | Národní divadlo Londýn                  |                                                                  |
| Dying City                            | Craig/Peter         | James McDonald     | Royal Court Theatre                     |                                                                  |
| The Vertical Hour                     |                     | Sam Mendes         | Music Box Theatre                       | Nominován – Drama League Award                                   |
| Sea Wall                              |                     | George Perrin      | The Bush Theatre                        |                                                                  |
| Roaring Trade                         |                     | Roxana Silbert     | Soho Theatre                            |                                                                  |
| Cock                                  | M                   | James McDonald     | Royal Court Theatre                     | Cena Laurence Oliviera pro vynikající úspěch ve spojeném divadle |
| Design for Living                     | Leo                 | Anthony Page       | Old Vic                                 |                                                                  |
| Emperor and Galilean                  | Julian              | Jonathan Kent      | Národní divadlo Londýn                  |                                                                  |
| Birdland                              | Paul                | Carrie Cracknell   | Royal Court Theatre                     |                                                                  |
| Letters Live                          |                     |                    | Freemasons' Hall                        |                                                                  |
| The Dazzle                            | Langley Collyer     | Simon Evans        | Found111                                |                                                                  |
| Hamlet                                | Hamlet              | Robert Ickle       | Almeida Theatre a Harold Pinter Theatre |                                                                  |

### Rozhlasové hry a čtení knih (výběr)
- 2003 – Gil v komedii Olivia's Line s Kelly Reillyovou
- 2009 – Billy Pilgrim v Slaughterhouse-Five
- 2012 – Jay Gatsby ve Velkém Gatsbym Francise Scotta Fitzgeralda
- 2012 – Stephen Dedalus v Odysseovi Jamese Joyce
- 2012 – Charles Darnay v A Tale of Two Cities

Dále pak vyprávěl krátké povídky jako The Rachel Papers, The Wire, Vraždy v ulici Morgue od Edgara Allana Poa, The Angel of Covent Garden a další.
Interpretoval básně od Pabla Nerudy, Roberta Frosta, Emily Dickinsonové, Jacka Kerouacka, Seamuse Heaneyho, Simona Armitage a dalších.